# Samoreau
Samoreau est une commune française située dans le département de Seine-et-Marne en région Île-de-France, en bord de Seine.

## Géographie

### Localisation
La commune est située à environ 6 kilomètres au nord-est de Fontainebleau.

### Géologie et relief
La commune est classée en zone de sismicité 1, correspondant à une sismicité très faible.
L'altitude varie de 41 à 147 mètres pour le point le plus haut , le centre du bourg se situant à environ 77 mètres d'altitude (mairie)
.

### Hydrographie
Le système hydrographique de la commune se compose de trois cours d'eau référencés :
- la Seine, fleuve long de 774,76 km[3] ;
  - le ru Dondaine, 2,55 km[4], affluent de la Seine ;
    - le canal 01 du Bois des Brûlis, cours d'eau naturel de 2,80 km[5], qui conflue avec le ru Dondaine.

La longueur linéaire globale des cours d'eau sur la commune est de 5,84 km.

### Climat
Pour des articles plus généraux, voir Climat de l'Île-de-France et Climat de Seine-et-Marne.
En 2010, le climat de la commune est de type climat océanique dégradé des plaines du Centre et du Nord, selon une étude du CNRS s'appuyant sur une série de données couvrant la période 1971-2000. En 2020, Météo-France publie une typologie des climats de la France métropolitaine dans laquelle la commune est exposée à un climat océanique altéré et est dans la région climatique Nord-est du bassin Parisien, caractérisée par un ensoleillement médiocre, une pluviométrie moyenne régulièrement répartie au cours de l’année et un hiver froid (3 °C).
Pour la période 1971-2000, la température annuelle moyenne est de 11,2 °C, avec une amplitude thermique annuelle de 15,5 °C. Le cumul annuel moyen de précipitations est de 716 mm, avec 11,2 jours de précipitations en janvier et 7,8 jours en juillet. Pour la période 1991-2020, la température moyenne annuelle observée sur la station météorologique la plus proche, située sur la commune de Fontainebleau à 4 km à vol d'oiseau, est de 11,1 °C et le cumul annuel moyen de précipitations est de 740,1 mm,. Pour l'avenir, les paramètres climatiques de la commune estimés pour 2050 selon différents scénarios d'émission de gaz à effet de serre sont consultables sur un site dédié publié par Météo-France en novembre 2022.
| Mois                                  | jan.           | fév.            | mars           | avril         | mai             | juin          | jui.          | août           | sep.            | oct.            | nov.             | déc.             | année      |
| ------------------------------------- | -------------- | --------------- | -------------- | ------------- | --------------- | ------------- | ------------- | -------------- | --------------- | --------------- | ---------------- | ---------------- | ---------- |
| Température minimale moyenne (°C)     | 0,5            | 0               | 1,8            | 3,7           | 7,5             | 10,8          | 12,6          | 12,1           | 8,8             | 6,4             | 3                | 1,1              | 5,7        |
| Température moyenne (°C)              | 3,8            | 4,3             | 7,4            | 10,2          | 13,8            | 17,2          | 19,5          | 19,1           | 15,4            | 11,5            | 7                | 4,3              | 11,1       |
| Température maximale moyenne (°C)     | 7,2            | 8,7             | 12,9           | 16,6          | 20,1            | 23,6          | 26,3          | 26,2           | 21,9            | 16,6            | 10,9             | 7,6              | 16,5       |
| Record de froid (°C) date du record   | −16,1 08.01.10 | −15,9 07.02.12  | −14,6 01.03.05 | −8,5 08.04.03 | −3,9 05.05.1996 | −1 04.06.01   | 3 11.07.1990  | 1,8 30.08.1993 | −1,5 30.09.1995 | −5,5 17.10.1992 | −14,3 24.11.1998 | −12,6 29.12.1996 | −16,1 2010 |
| Record de chaleur (°C) date du record | 17 05.01.1999  | 22,5 24.02.1990 | 26,8 31.03.21  | 29,1 20.04.18 | 33,6 28.05.17   | 38,5 18.06.22 | 42,7 25.07.19 | 40,9 12.08.03  | 35,3 08.09.23   | 29,3 02.10.23   | 22,6 07.11.15    | 17,7 07.12.00    | 42,7 2019  |
| Précipitations (mm)                   | 57,6           | 54,1            | 52,9           | 59,4          | 67              | 59,8          | 62,2          | 59,3           | 60,7            | 68,4            | 66,8             | 71,9             | 740,1      |

### Voies de communication et transports
La commune est desservie par le chemin de fer (Transilien) ; la gare est située sur la commune de Vulaines-sur-Seine. Samoreau est également reliée à la gare de Fontainebleau - Avon (ligne vers la gare de Paris - Gare de Lyon) par le réseau de bus.

### Milieux naturels et biodiversité

#### Espaces protégés
La protection réglementaire est le mode d’intervention le plus fort pour préserver des espaces naturels remarquables et leur biodiversité associée,.
Des espaces protégés sont présents dans la commune : 
- la zone de transition de la réserve de biosphère « Fontainebleau et Gâtinais », créée en 1998 et d'une superficie totale de 150 544 ha (95 595 ha pour la zone de transition). Cette réserve de biosphère, d'une grande biodiversité, comprend trois grands ensembles : une grande moitié ouest à dominante agricole, l’emblématique forêt de Fontainebleau au centre, et le Val de Seine à l’est. La structure de coordination est l'Association de la Réserve de biosphère de Fontainebleau et du Gâtinais, qui comprend un conseil scientifique et un Conseil Education, unique parmi les Réserves de biosphère françaises[15],[16].
- la zone tampon de la réserve de biosphère « Fontainebleau et Gâtinais », créée en 1998 et d'une superficie totale de 150 544 ha (16 102 ha pour la zone tampon). Cette réserve de biosphère, d'une grande biodiversité, comprend trois grands ensembles : une grande moitié ouest à dominante agricole, l’emblématique forêt de Fontainebleau au centre, et le Val de Seine à l’est. La structure de coordination est l'Association de la Réserve de biosphère de Fontainebleau et du Gâtinais, qui comprend un conseil scientifique et un Conseil Education, unique parmi les Réserves de biosphère françaises[15],[17].

#### Zones naturelles d'intérêt écologique, faunistique et floristique
L’inventaire des zones naturelles d'intérêt écologique, faunistique et floristique (ZNIEFF) a pour objectif de réaliser une couverture des zones les plus intéressantes sur le plan écologique, essentiellement dans la perspective d’améliorer la connaissance du patrimoine naturel national et de fournir aux différents décideurs un outil d’aide à la prise en compte de l’environnement dans l’aménagement du territoire.
Le territoire communal de Samoreau comprend une ZNIEFF de type 1,,, 
la « forêt domaniale de Champagne » (487,55 ha), couvrant 5 communes du département.
, et deux ZNIEFF de type 2, : 
- les « Bois de Valence et de Champagne » (3 706,85 ha), couvrant 9 communes du département[20] ;
- la « vallée de la Seine entre Melun et Champagne-sur-Seine » (1 062,65 ha), couvrant 15 communes du département[21].

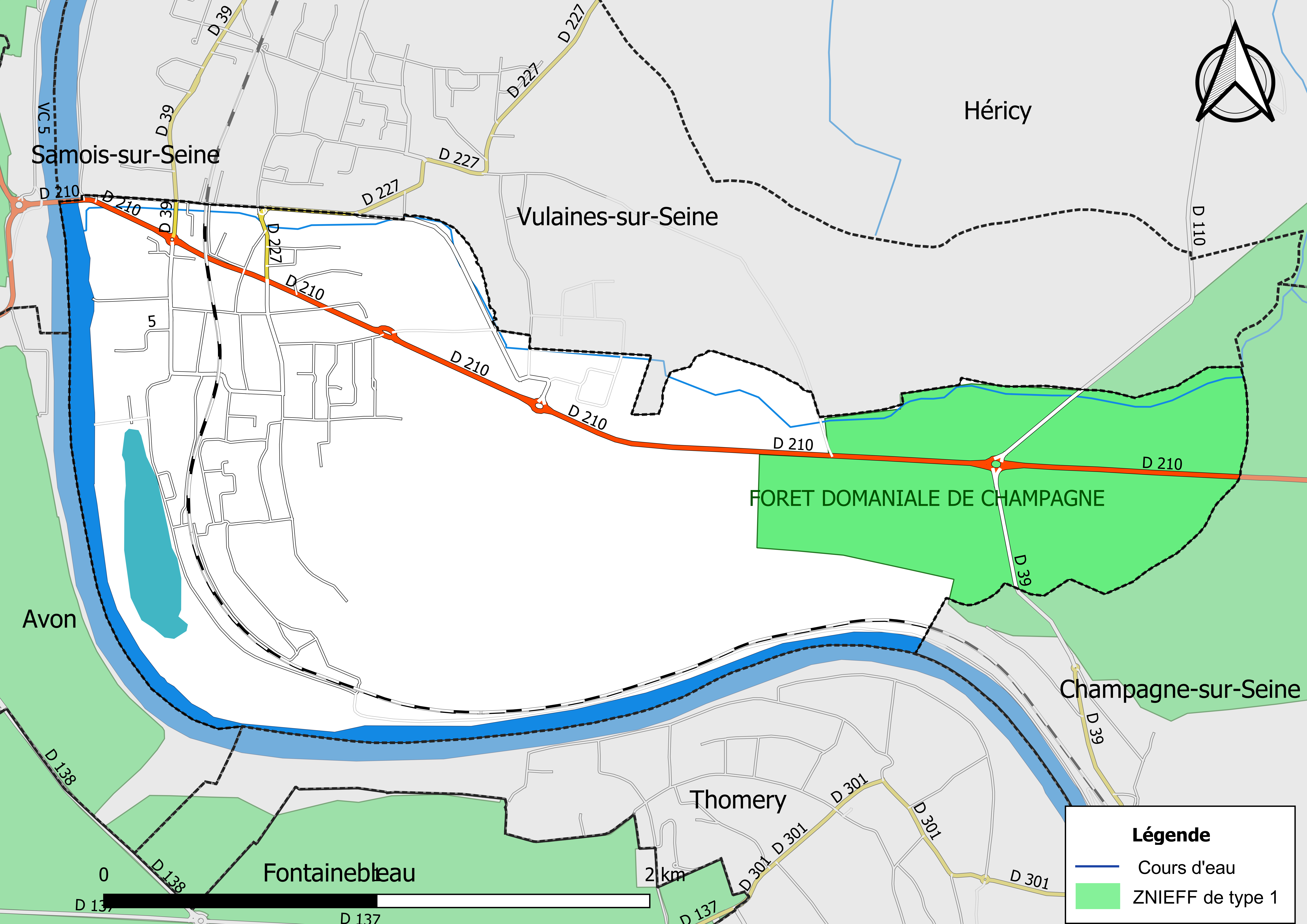
Carte des ZNIEFF de type 1 de la commune.
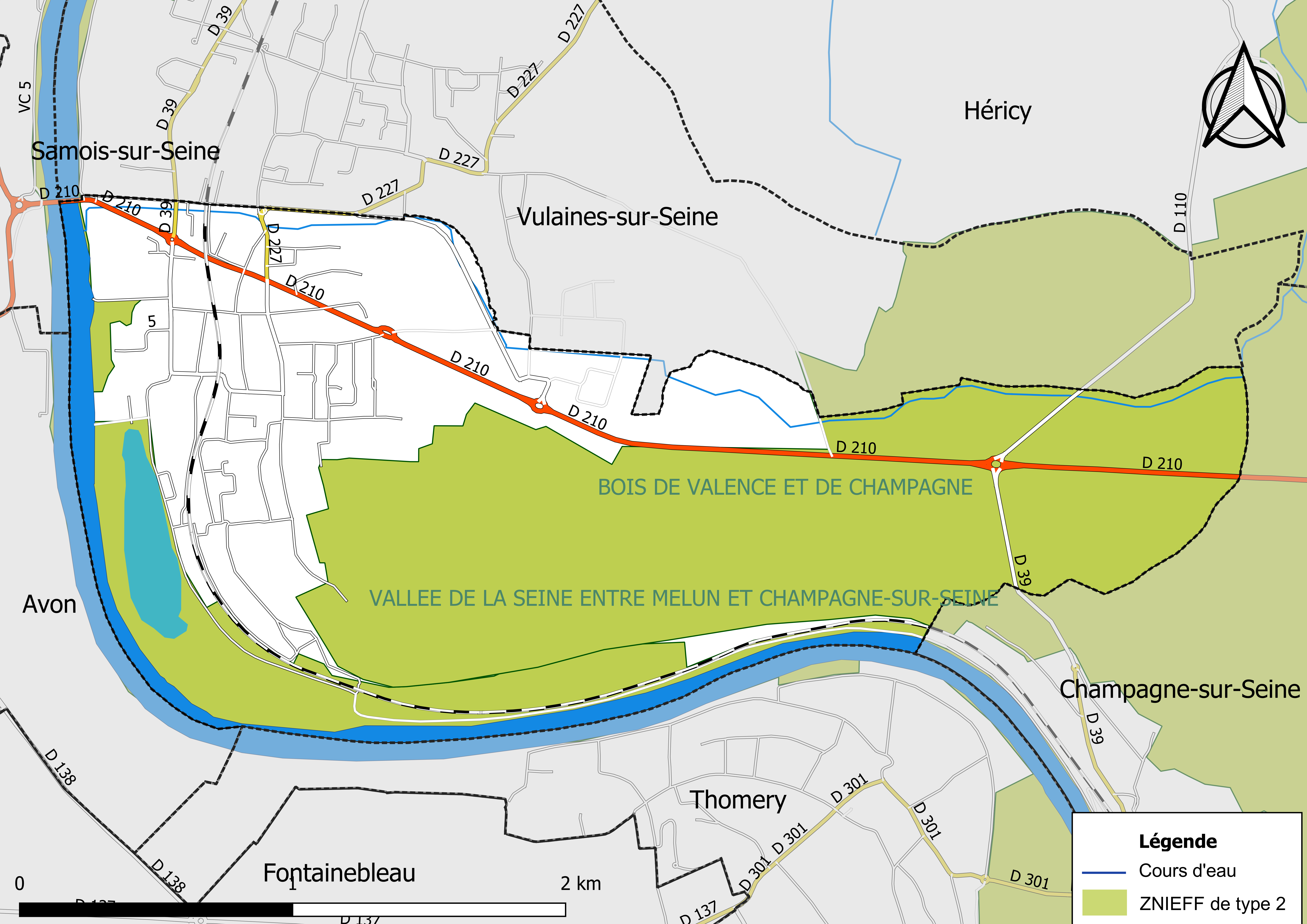
Carte des ZNIEFF de type 2 de la commune.

## Urbanisme

### Typologie
Au 1er janvier 2024, Samoreau est catégorisée centre urbain intermédiaire, selon la nouvelle grille communale de densité à sept niveaux définie par l'Insee en 2022.
Elle appartient à l'unité urbaine de Fontainebleau, une agglomération intra-départementale regroupant cinq  communes, dont elle est une commune de la banlieue,,. Par ailleurs la commune fait partie de l'aire d'attraction de Paris, dont elle est une commune de la couronne,. Cette aire regroupe 1 929 communes,.

### Lieux-dits et écarts
La commune compte 55 lieux-dits administratifs répertoriés consultables ici (source : le fichier Fantoir).

### Occupation des sols
En 2018, le territoire de la commune se répartit en 55,9 % de forêts, 29,5 % de zones urbanisées, 9,1 % d’eaux continentales et 5,4 % de terres arables,.

### Logement
En 2016, le nombre total de logements dans la commune était de 1 010 dont 87 % de maisons et 12,8 % d'appartements.
Parmi ces logements, 93,5 % étaient des résidences principales, 4,2 % des résidences secondaires et 2,3 % des logements vacants.
La part des ménages fiscaux propriétaires de leur résidence principale s'élevait à 80 % contre 18,6 % de locataires dont, 5,5 % de logements HLM loués vides (logements sociaux) et, 1,4 % logés gratuitement.

## Toponymie
Le nom de la localité est mentionné sous les formes Semesiolum au XIIe siècle ; Samesiolum en 1211 ; Samesellum en 1233 ; Samoessel en 1244 ; Samoisellum vers 1250 (Pouillé) ; Samoisolum en 1289 ; Samoissel en 1291 ; A. de Samoiseau en 1357 ; Samoeseau en 1384 ; Samoisiau emprès Samoys en 1384 ; Samoireau en 1459 ; Samoisseau en Brie en 1500 ; Sangmoreau en 1535 ; Samoizeau en 1549 ; Samoyreau en 1614. Dans un acte daté du 27 février 1535, on retrouve par ailleurs la mention de Champmoreau.
L'étymologie du toponyme Samoreau est liée aux racines celtiques « sam » (tranquille) et « arau » (eau) pour désigner une zone du fleuve plus calme. Cette construction apparaît dans le nom d'autres communes comme Sambrie, Samarie ou Sammeron. Selon Littré, le samoreau est également le nom d'un cépage de l'arrondissement de Sens, or le village a été longtemps couvert de vergers et de vignes.

## Histoire
Samoreau est déjà occupé au temps du néolithique: de nombreux silex taillés (burins, grattoirs, perçoirs, scies…) trouvés par le Dr Lénez témoignent que des peuplades y étaient « attirées par le fleuve où elles trouvaient à la fois l'eau nécessaire à leurs besoins, des poissons dans ces eaux, du gibier sur ces rives, enfin la matière première elle-même de leurs armes et de leurs outils, le précieux silex. »
Dans l'antiquité, on parle d'un oppidum des Meldes dominant une boucle de la Seine.
En 1177 l’abbaye de Saint-Germain-des-Prés acquiert une partie du territoire du village.

En 1316 le roi Philippe V intervient dans le conflit qui oppose les moines aux habitants.  

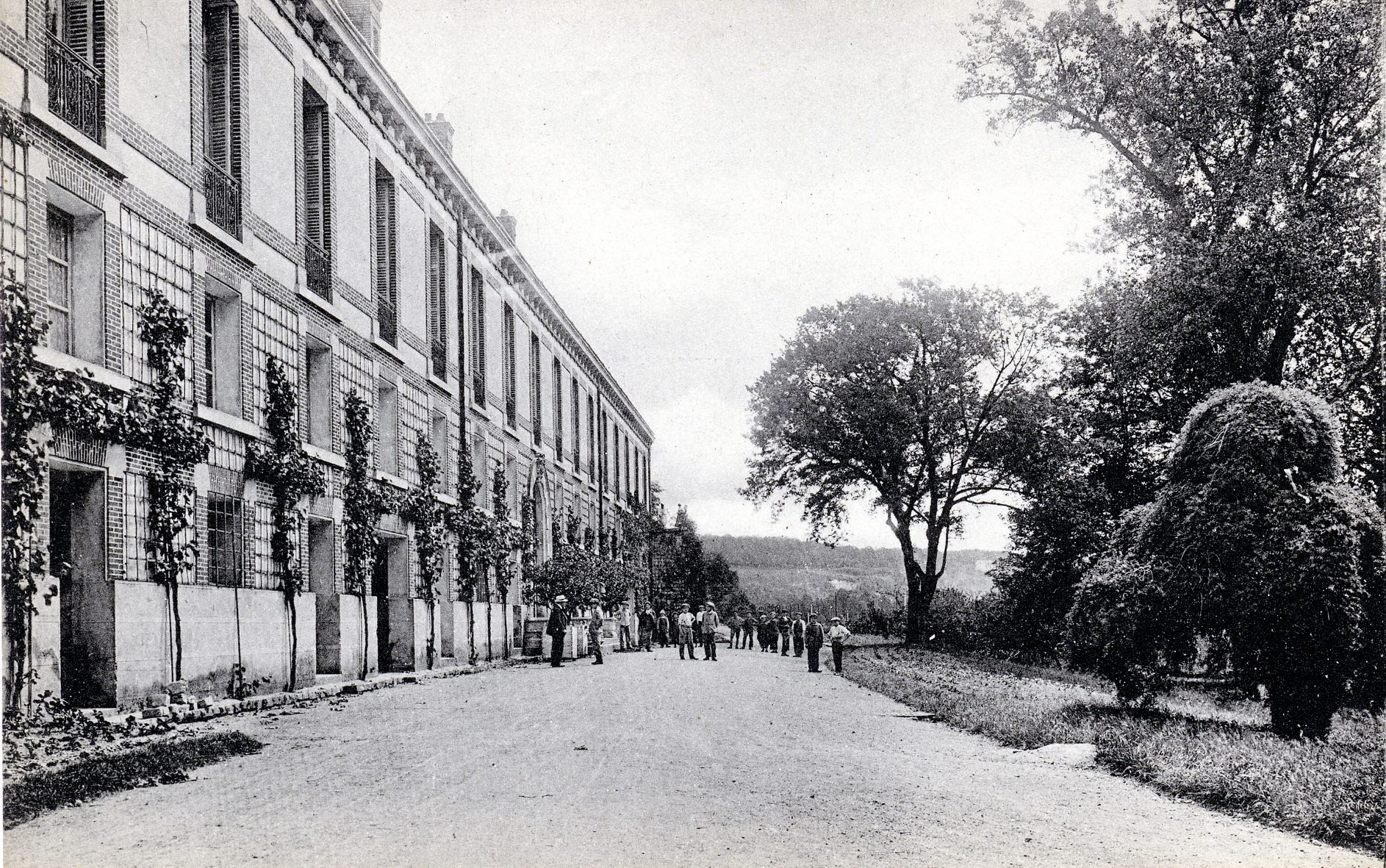
Château des Pressoirs du Roy, carte postale vers 1900.

En 1520 François Ier achète les coteaux où il fait construire le château des Pressoirs du Roy. De 1592 à 1597, Henri IV fait des séjours aux Pressoirs du Roy en compagnie de la belle Gabrielle d’Estrées.
En 1679 est créé le coche d’eau royal entre Paris et Valvins (village le plus proche de Samoreau, au bord de la Seine).
De 1790 à 1796, tous les biens appartenant à l’abbaye de Saint-Germain-des-Prés et à la cure sont réquisitionnés et vendus.
Le premier instituteur arrive à Samoreau en 1813.
En septembre 1870, une tempête ravage la région et abat la flèche de l’église. Il faut attendre 1986 pour que l’église soit restaurée et qu'elle retrouve sa flèche d'origine.

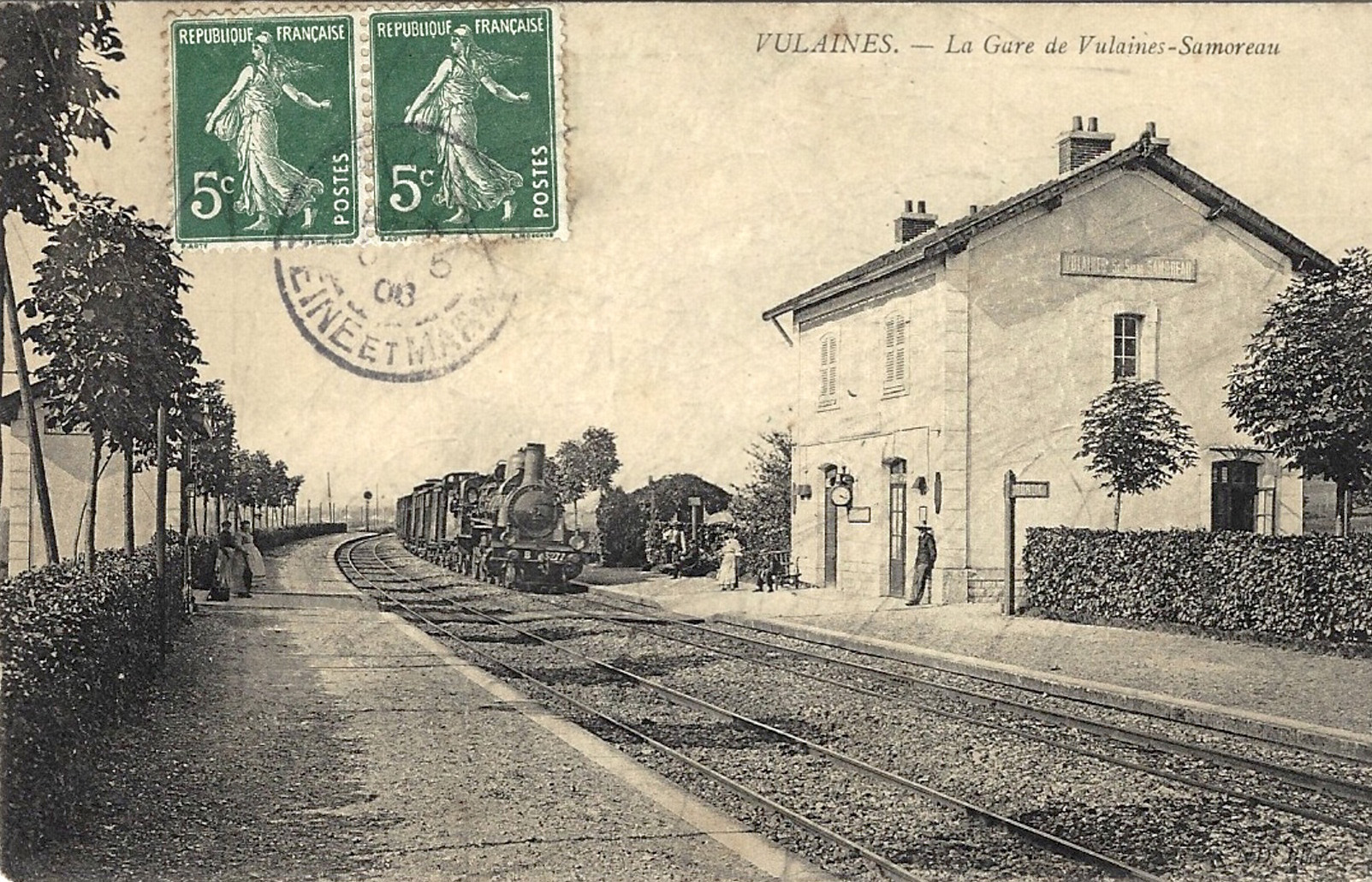
La ligne de chemin de fer relie Paris à Samoreau à partir de 1898. Ici, la gare de Vulaines–Samoreau

De 1895 à 1897, la voie ferrée qui traverse Samoreau est construite.
En 1898, Stéphane Mallarmé meurt dans sa maison de Valvins ; il est enterré au cimetière de Samoreau. La maison de villégiature où il vécut est aujourd'hui le Musée départemental Stéphane-Mallarmé.
En 1898 est fondé le corps de sapeurs-pompiers.
En 1908 la ligne de tramway Fontainebleau-Valvins est prolongée jusqu’à la gare de Vulaines-Samoreau.
En 1908, Maurice Ravel compose « Ma Mère l’Oye » à la Grangette, maison appartenant à Cipa Godebski, fils du sculpteur Cyprien Godebski et demi-frère de Misia Natanson, près de la maison de Mallarmé.
En 1956, la mairie achète la Grange aux Dîmes pour en assurer la sauvegarde.

### L'histoire du Pont de Valvins
Entre Samois et Samoreau, « un gué permettait assez facilement d’y traverser la Seine. La légende des alcôves veut qu’Henri IV le passe à cheval pour rendre visite à sa chère Gabrielle aux Pressoirs du Roy. Valvins servait de port à Fontainebleau, aussi bien pour la Cour qui y arrivait de Paris en coche d’eau que pour l’exportation des pavés de grès. »
À Valvins, un bac fait le service du passage de la Seine. D'après H. Stein, ce bac appartenait encore au XVIIIe siècle à l'abbaye de Saint-Germain-des-Prés. Le gouvernement révolutionnaire s'attribue la propriété des bacs et bateaux établis à poste fixe et le droit de passage est vendu aux enchères. Au début du XIXe siècle ce bac est établi juste en face de la rue du Bac actuelle.
Entre 1811 et 1825 est construit un pont de cinq piles reliées par des arches en bois, qui supplante le bac. Jusqu'en 1849, il faut payer pour traverser le pont: 1 sou par personne, âne, vache ou cochon; 2 sous par cheval ou mulet non chargés; et 3 sous s'ils sont chargés. Le dernier passeur vit jusqu'en 1833, ruiné, ne subsistant que grâce aux besognes courantes du port de Valvins.  

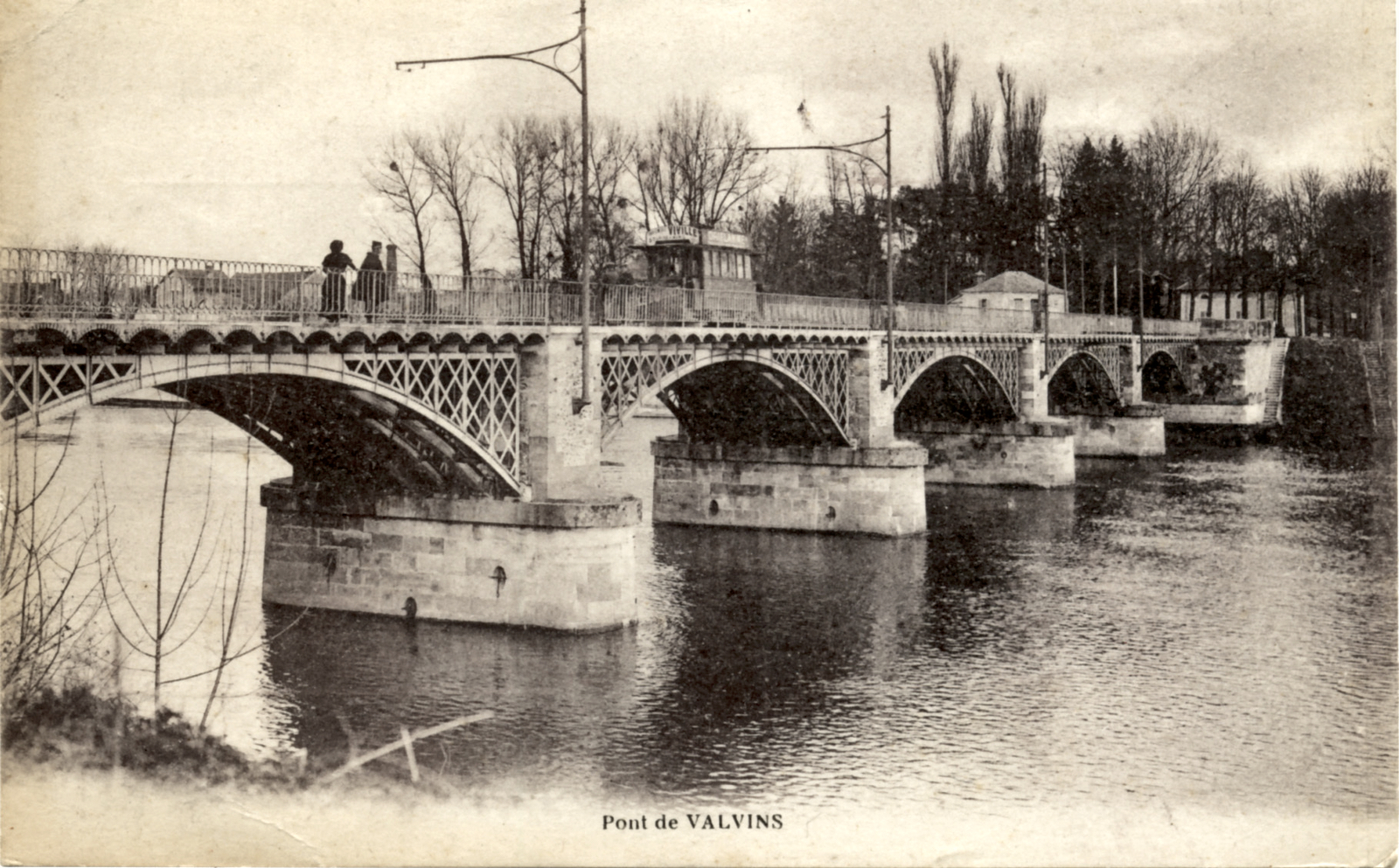
Pont de Valvins en 1910 (construit en 1811, remanié en 1866, détruit en 1940). Le tramway (ici visible) l'emprunte depuis 1908.

En 1866, d'élégantes arches métalliques viennent remplacer la structure de bois.
Une ligne du tramway de Fontainebleau reliant le château de Fontainebleau  à Samoreau par la gare de Fontainebleau-Avon passe sur le pont de 1909 à 1937.
Après la destruction de l'ancien pont en 1944 et l'établissement d'un pont provisoire, le pont actuel est construit en 1977 en béton précontraint pour le tablier et en béton armé pour les deux piles et les culées.
Une étude rapportée par le Parisien (19 octobre 2001) fait état en 2001 d'un trafic sur le pont de plus de 22 000 véhicules par jour.
Une voie verte est construite en 2020 en bordure aval (sud)  de la chaussée sur le parcours de l'Eurovéloroute 3 Scandibérique. Une voie verte passant sous le pont sur la rive gauche est également réalisée reliant la route en provenance de Samois à la gare de Fontainebleau-Avon.

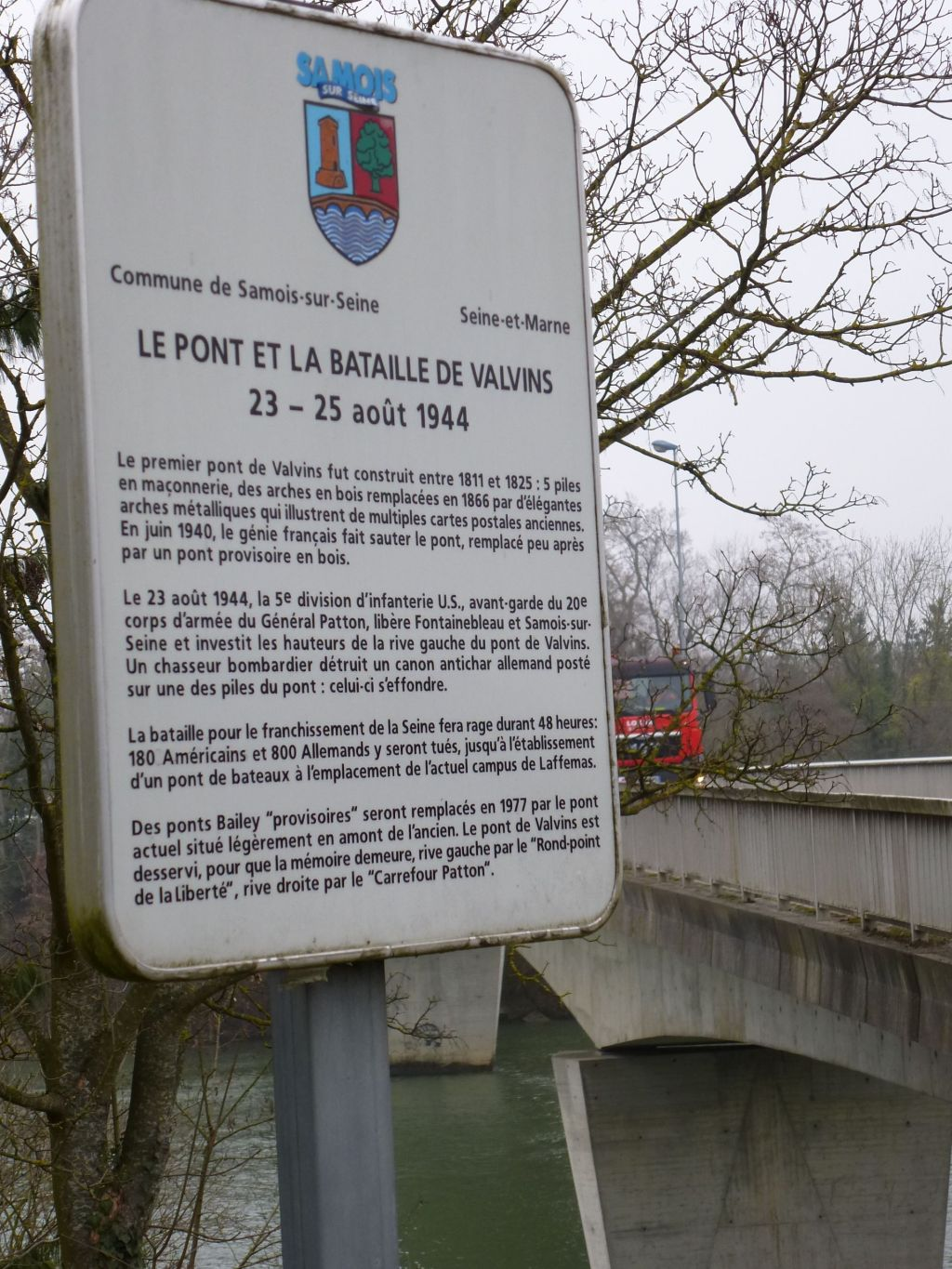
Panneau municipal posé à l'entrée du nouveau pont
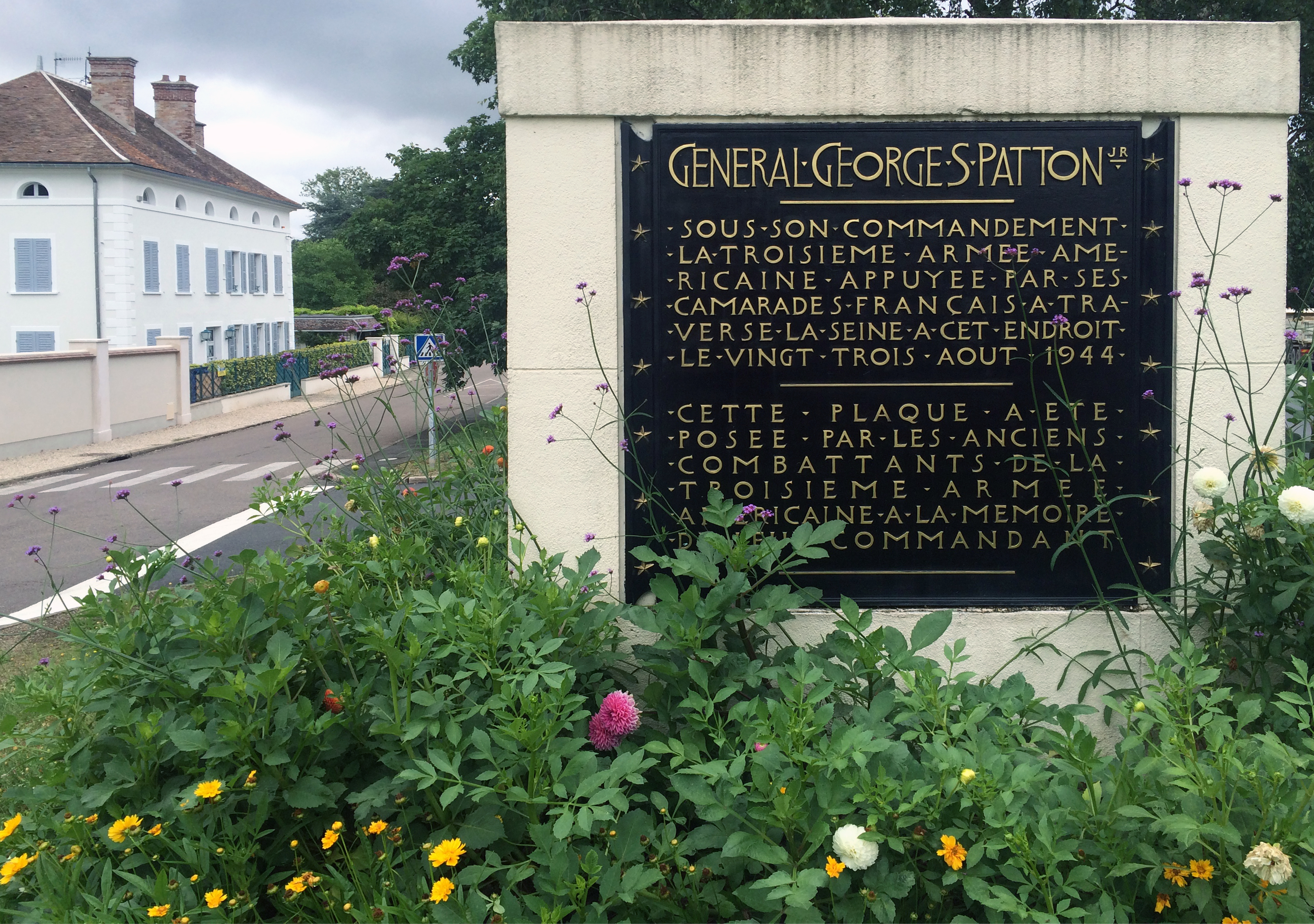
Plaque de commémoration en l'honneur du Général Patton
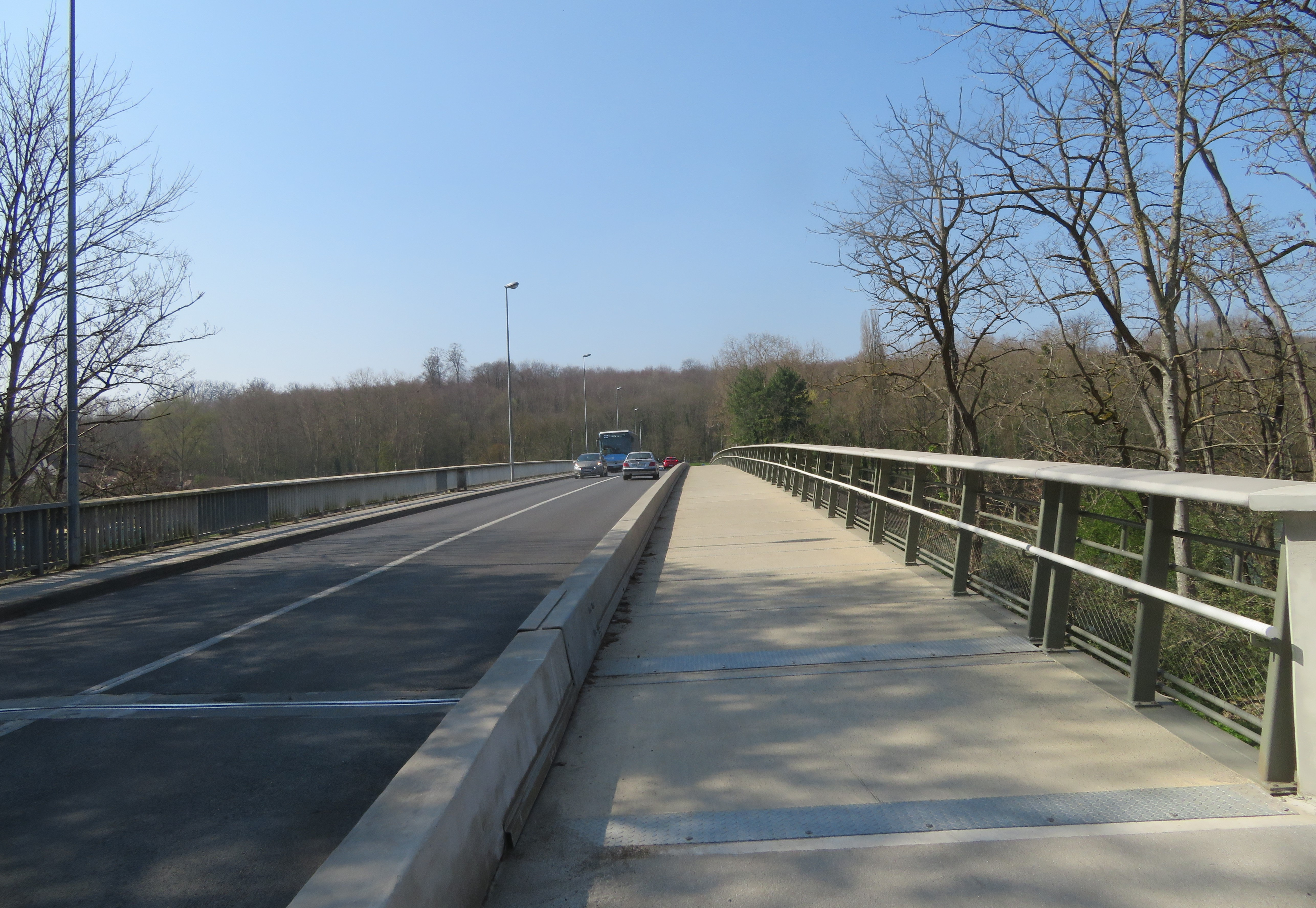
Voie verte sur le pont

## Politique et administration

### Liste des maires
| Période                                  | Période   | Identité                     | Étiquette | Qualité |
| ---------------------------------------- | --------- | ---------------------------- | --------- | --- |
| mars 2014                                | En cours  | Pascal Gouhoury              | UMP → LR  | Ancien technicien en radiologie médicale Président de la CA du Pays de Fontainebleau (2017 → ) Président de la CC entre Seine et Forêt (2008 → 2016) Conseiller départemental depuis 2021 Réélu pour le mandat 2020-2026 |
| juin 1995                                | mars 2014 | Jean-Baptiste Morla          | DVD       | Président de la CC entre Seine et Forêt (2001 → 2008) |
| mars 1989                                | juin 1995 | Jacques Excoffon             |           | |
| mars 1983                                | mars 1989 | William Malfray              |           | |
| mars 1965                                | mars 1983 | André Millet                 |           | |
| mai 1935                                 | mars 1965 | Lucien Oriol                 | Gauche    | |
| mai 1929                                 | mai 1935  | Georges Compérat             |           | Cultivateur |
| 1927                                     | mai 1929  | Jacques Delafon (1883-1950)  |           | Administrateur de la société Jacob Delafon |
| 1925                                     | 1927      | Eugène Couillard             |           | |
| (1920)                                   | 1925      | Léon Lavoir                  |           | |
| 1912                                     | (1919)    | Georges Compérat             |           | Cultivateur |
| 1904                                     | 1912      | Julien Couillard             |           | |
| (1901)                                   | 1904      | Édouard Songeux              |           | |
| (1881)                                   | (1900)    | Ernest Bodin                 |           | |
| (1879)                                   | (1881)    | Claude Hippolyte Lepâtre     |           | |
| 1865                                     | (1875)    | Alfred Léon Destors          |           | |
| (1839)                                   | 1865      | Pierre Charles Dugornay      |           | |
| 1834                                     | (1837)    | M. de Traversay              |           | |
| 1828                                     | 1834      | Pierre François Dugornay     |           | |
| 1826                                     | 1828      | Edme Gervais                 |           | |
| 1818                                     | 1826      | Pierre Louis Macey           |           | |
| 1817                                     | 1818      | Auguste Durosnel             |           | |
| 1816                                     | 1817      | Jean-Baptiste Dufour         |           | |
| 1815                                     | 1816      | Pierre François Dugornay     |           | |
|                                          |           | Belbedat de Kamingant (1790) |           | |
| Les données manquantes sont à compléter. |           |                              |           | |

### Jumelages
| Ville | Ville                       | Pays | Pays      | Période     |
| ----- | --------------------------- | ---- | --------- | ----------- |
|       | Bernried am Starnberger See |      | Allemagne | depuis 1991 |

Un arbre de mai est installé à Samoreau à l'occasion de ce jumelage.

## Population et société

### Démographie
L'évolution du nombre d'habitants est connue à travers les recensements de la population effectués dans la commune depuis 1793. Pour les communes de moins de 10 000 habitants, une enquête de recensement portant sur toute la population est réalisée tous les cinq ans, les populations de référence des années intermédiaires étant quant à elles estimées par interpolation ou extrapolation. Pour la commune, le premier recensement exhaustif entrant dans le cadre du nouveau dispositif a été réalisé en 2005.

En 2022, la commune comptait 2 409 habitants, en évolution de +3,79 % par rapport à 2016 (Seine-et-Marne : +3,92 %, France hors Mayotte : +2,11 %).
| 1793 | 1800 | 1806 | 1821 | 1831 | 1836 | 1841 | 1846 | 1851 |
| ---- | ---- | ---- | ---- | ---- | ---- | ---- | ---- | ---- |
| 185  | 202  | 192  | 214  | 244  | 274  | 276  | 300  | 309  |

| 1856 | 1861 | 1866 | 1872 | 1876 | 1881 | 1886 | 1891 | 1896 |
| ---- | ---- | ---- | ---- | ---- | ---- | ---- | ---- | ---- |
| 308  | 369  | 361  | 369  | 356  | 364  | 416  | 315  | 443  |

| 1901 | 1906 | 1911 | 1921 | 1926 | 1931 | 1936 | 1946 | 1954 |
| ---- | ---- | ---- | ---- | ---- | ---- | ---- | ---- | ---- |
| 377  | 407  | 435  | 403  | 471  | 473  | 564  | 554  | 676  |

| 1962 | 1968 | 1975  | 1982  | 1990  | 1999  | 2005  | 2006  | 2010  |
| ---- | ---- | ----- | ----- | ----- | ----- | ----- | ----- | ----- |
| 778  | 887  | 1 304 | 1 626 | 1 856 | 2 157 | 2 268 | 2 290 | 2 317 |

| 2015  | 2020  | 2022  | - | - | - | - | - | - |
| ----- | ----- | ----- | - | - | - | - | - | - |
| 2 338 | 2 441 | 2 409 | - | - | - | - | - | - |

### Festivités et événements
- 11 septembre 1898 : obsèques de Stéphane Mallarmé
- en mars chaque année, un Prix de Samoreau se court à l'hippodrome de Fontainebleau.

## Économie

### Revenus de la population et fiscalité
En 2017, le nombre de ménages fiscaux de la commune était de 920 (dont 74 % imposés), représentant 2 307 personnes et la  médiane du revenu disponible par unité de consommation  de 27 620 euros.

### Emploi
En 2017 , le nombre total d’emplois dans la zone était de 784, occupant 1 037 actifs  résidants.
Le taux d'activité de la population (actifs ayant un emploi) âgée de 15 à 64 ans s'élevait à 70,1 % contre un taux de chômage de 6,1 %.
Les 23,8 % d’inactifs se répartissent de la façon suivante : 11,9 % d’étudiants et stagiaires non rémunérés, 7,6 % de retraités ou préretraités et 4,3 % pour les autres inactifs.

### Entreprises et commerces
En 2018, le nombre d'établissements actifs était de 164 dont 11 dans l’industrie manufacturière, industries extractives et autres22 dans la construction, 55 dans le commerce de gros et de détail, transports, hébergement et restauration, 8 dans l’information et communication, 6 dans les activités financières et d'assurance, 4 dans les activités immobilières, 31 dans les activités spécialisées, scientifiques et techniques et activités de services administratifs et de soutien, 16 dans l’administration publique, enseignement, santé humaine et action sociale et 11  étaient relatifs aux autres activités de services.
En 2019,  27 entreprises ont été créées sur le territoire de la commune, dont 22 individuelles.
Au 1er janvier 2020, la commune ne possédait aucun hôtel  mais un terrain de camping disposant de  53 emplacements.
Deux entreprises majeures sont situées à Samoreau: 
- le fabricant de céramiques et spécialiste en équipement de salle de bains, Allia (56 M€ pour Geberit Services en 2017)[67].
- la société spécialisée dans la fabrication et la production d'étiquettes auto-adhésives, Les Étiquettes Haas (CA : 7,5 M€ en 2018).

## Culture locale et patrimoine

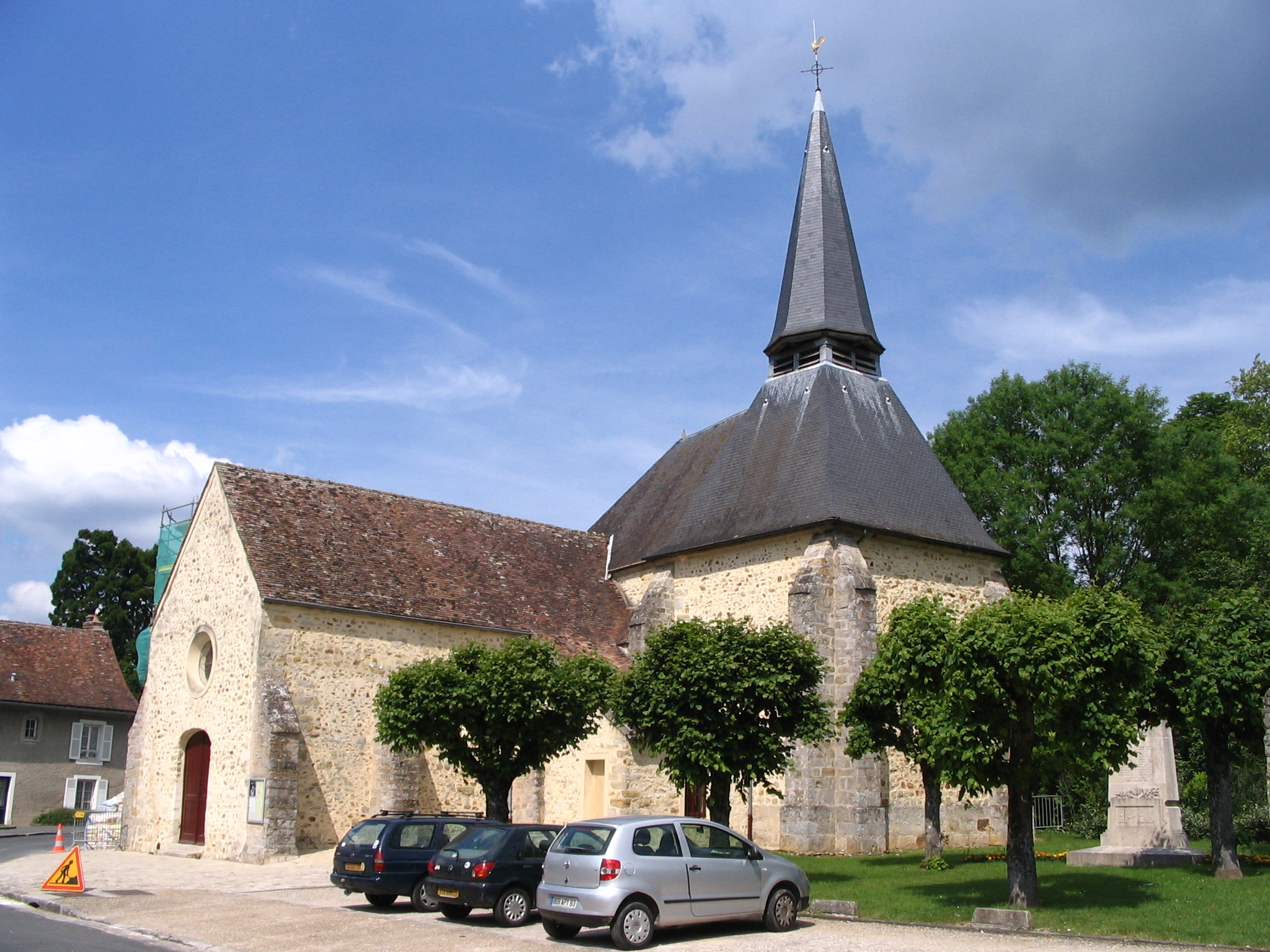
Église Saint-Pierre.

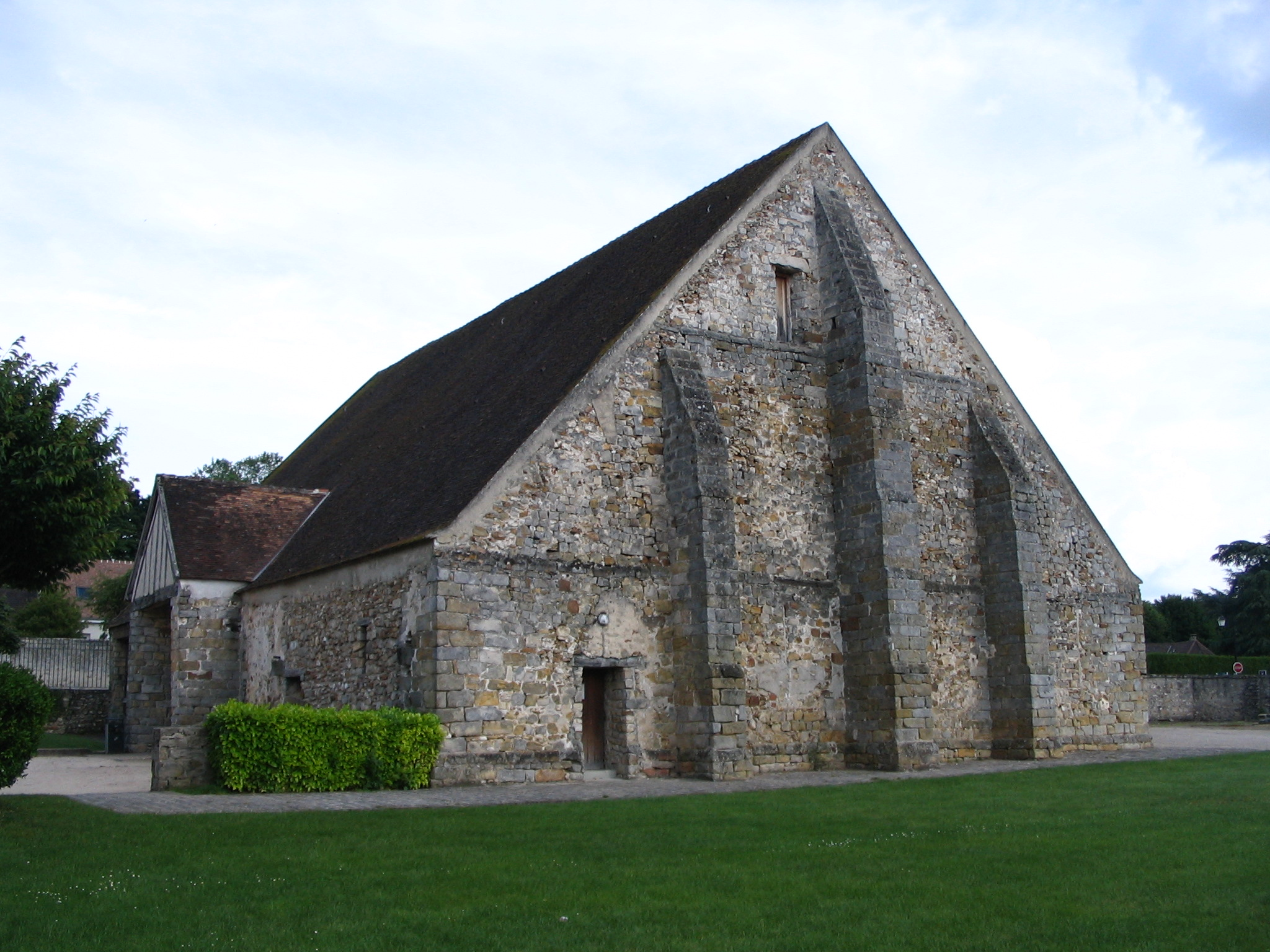
Grange aux Dimes.

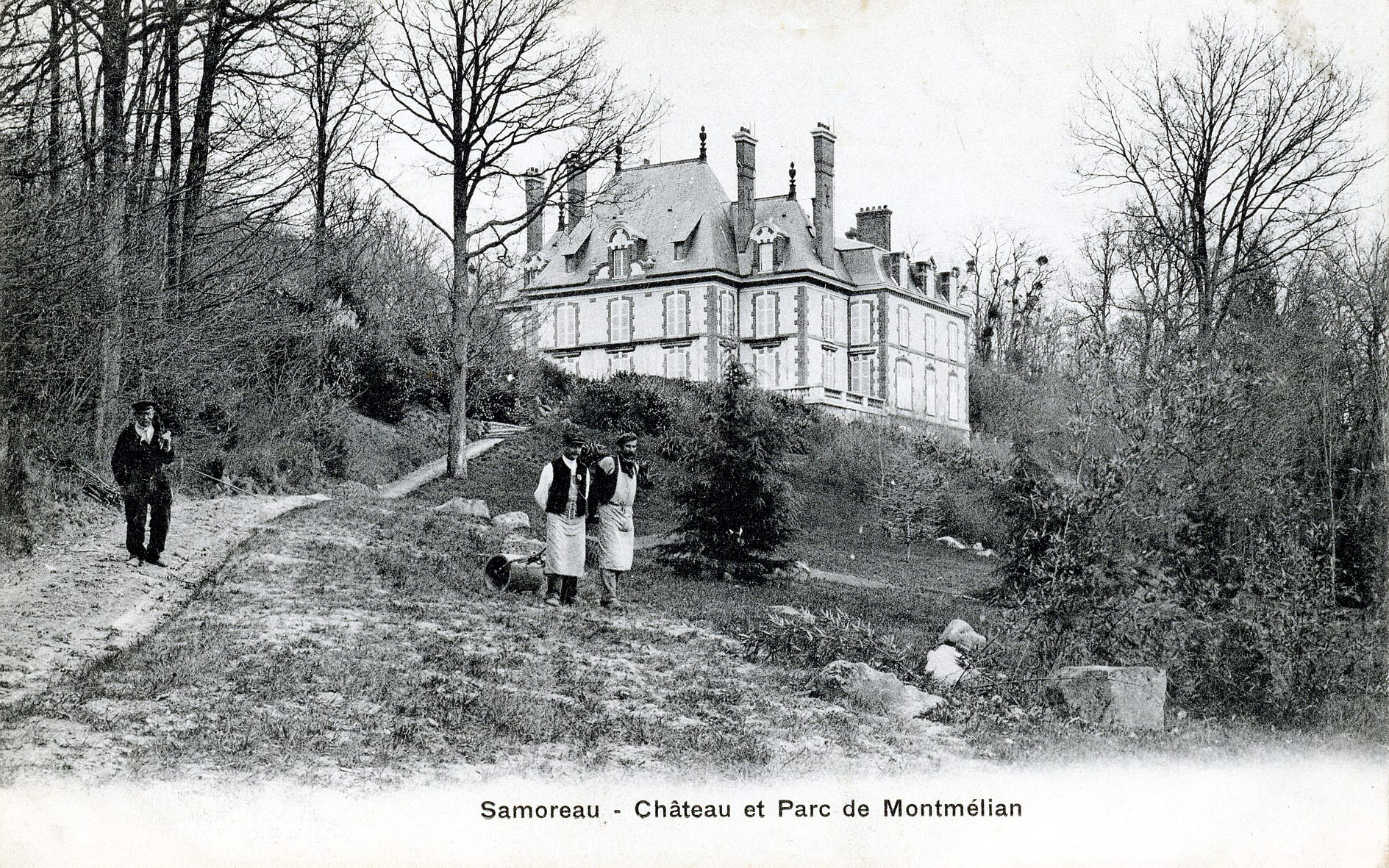
Château et parc de Montmélian, carte postale vers 1900.

### Patrimoine religieux
L'église Saint-Pierre date du XIIe siècle, et est inscrite aux monuments historiques. Sa nef a été très probablement construite par les moines originaires de l'abbaye de Saint-Germain-des-Prés. Dans le transept se trouve un petit panneau peint représentant la Sainte Famille, classé lui-aussi monument historique. La cloche de l'église, la plus petite des deux qui existaient avant la destruction du clocher par la foudre en 1870, porte l'inscription suivante : « L'an 1500 fut faicte à Samoisseau en Brie et fut nommée Marie ». C'est l'une des plus anciennes du département.

### Lieux et monuments
- La ferme du Bas-Samoreau, dont fait partie la grange aux dîmes, datée du XIIIe siècle et inscrite aux monuments historiques[70], et du pigeonnier. Ces deux bâtiments sont les seuls qui subsistent de l'ensemble formé par la grande ferme qui comportait des écuries, une étable, une porcherie, une laiterie[71]. Elle est inscrite aux monuments historiques en 1926.
- Les Pressoirs du Roy. Construite par François Ier, cette demeure est tour à tour gentilhommière royale, exploitation viticole, briqueterie, résidence bourgeoise, hôpital et maintenant maison d’enfants. Henri IV y séjourne régulièrement et y installe Gabrielle d'Estrées.

### Personnalités liées à la commune
- Ignace Pleyel (1757-1831), compositeur, éditeur de musique et fabricant de pianos, y vécut ses dernières années, de 1828 à 1831[72].
- Antoine Jean Auguste Durosnel (1771-1849), général de division et Pair de France. Il habite la propriété du no 2, rue de l'Église (la maison sera démolie vers 1908). L'une des grilles de la propriété arbore son initiale entremêlée à celles de deux autres généraux de l'Empire, Dumoulin et Caulaincourt. Conseiller municipal, Durosnel est maire pendant plus d'un an. En 1837, il achète la ferme de la grande cour.
- Stéphane Mallarmé (1842-1898), poète français, est enterré auprès de son fils Anatole au cimetière de Samoreau.
- Misia Sert (1872-1950), pianiste et égérie de nombreux peintres, poètes et musiciens du début du XXe siècle, surnommée la Reine de Paris, dédicataire du Cygne et de La Valse de Maurice Ravel, est enterrée au cimetière de Samoreau aux côtés de sa nièce Mimi Godebski (1899-1949), co-dédicataire de Ma Mère l'Oye de Maurice Ravel. En 2022, l'association des Amis de Maurice Ravel présidée par Manuel Cornejo a fait restaurer, avec le soutien de la Fondation La Marck (Fondation de Luxembourg) le monument funéraire qui menaçait de s'effondrer[73].
- Jean-Pierre Lacloche (1925-2006), écrivain français, est enterré au cimetière de Samoreau.
- Grégoire Schreiber (né en 1889  à Odessa, mort en 1953 à Paris), artiste-peintre et aquarelliste, s'installe à Samoreau en 1937 dans un wagon de chemin de fer acheté à l'Exposition internationale, puis dans une maison à partir de 1948[74].
- André Langevin (1901-1977), deuxième fils de Paul Langevin, et sa femme Luce Dubus (1899-2002) ont eu une maison à Samoreau.
- Olivier Larronde (1927-1965), poète français, est enterré au cimetière de Samoreau.
- Bernard Baissait (1948- ), graphiste, y est né.
- Matthias Blazek (1966- ), journaliste et historien allemand, membre de la délégation militaire allemande en France de 1994 à 1999, y vécut.

### Légendes et folklore
Un roman de Jules Claretie, Mademoiselle Cachemire, se passe à Samoreau. On y trouve le début d'une chanson qui s'y réfère :
À Samoreau il y a de belles filles, 

Y en a-t-une si parfaite en beauté, 

Que Godefroid y a tiré son portrait.
Plusieurs faits légendaires prennent Samoreau pour lieu : la roche d'Arquebise, la Dame blanche de la mare du Bois Gasseau, le trésor de la Mare au sel.
- La Roche d'Arquebise est un rocher immergé dans le fleuve qui n'était visible qu'au moment des basses eaux. On pouvait lire alors une inscription prophétique : « Ceux qui m’ont vu ont pleuré ; ceux qui me voient pleureront »[76]. Elle était le point culminant d’une barre rocheuse immergée nommée le Gué de Saint-Aubin et sur laquelle il était possible de traverser pour rejoindre la rive opposée et l’île du même nom. On raconte qu’un drakkar remontant la Seine se serait fracassé sur la roche menaçante et que, dans les années 1970, une péniche se serait échouée au même endroit[77]. Les travaux de domestication de la Seine, à partir du XIXe siècle, ont eu raison de la barre rocheuse et de la roche d'Arquebise[78].
- La mare du Bois-Gasseau est une vaste dépression asséchée qui se remplit au cours des intempéries dans le Bois-Gasseau, près du chemin de la Vieille-route. La mare est fréquentée, dit-on, par une Dame blanche qui y lave quotidiennement ses vêtements : « À l’époque où l’on croyait aux revenants, on prétendait qu’une dame blanche revenait la nuit laver son linge à la mare du Bois Gasseau » (Georges Guillory[77]). À moins de 2 km de là, comme par hasard, une auto-stoppeuse fantôme s’est manifestée en 1984[77].
- La mare au sel est un point d’eau en forme de cône renversé de plus de 4 m de profondeur et aujourd’hui complètement asséché. Elle se trouve dans le bois des Saints-Pères, à 60 m à l’est du carrefour formé par le chemin rural d’Héricy à Champagne-sur-Seine et la Départementale 210. Elle tient peut-être sa dénomination du sel qu'on lançait pour conjurer le mauvais sort car le Diable lui-même a ici maille à partir. L'histoire dit que, pendant la Révolution, le curé aurait jeté dans la mare tous les objets précieux qui venaient de l’église Saint-Pierre de Samoreau, en particulier un grand crucifix en or pur et des statuettes des douze apôtres en argent massif ! Peu après, un habitant du village voulut récupérer le trésor. Il se mit à sonder le fond de la mare à l’aide d’une perche. « Tout à coup, l’eau se mit à bouillonner et quelque chose tira violemment sur sa perche. Il crut aussitôt que c’était le Diable qui s’en était emparée pour le faire tomber dans l’eau. De peur, il lâcha sa perche et décampa sans demander son reste. Pendant la sécheresse de 1921 la mare s’est retrouvée à sec et on en profita pour la curer. Mais on ne trouva rien au fond. Le trésor avait disparu. Le Diable était sûrement parti avec. »[77]

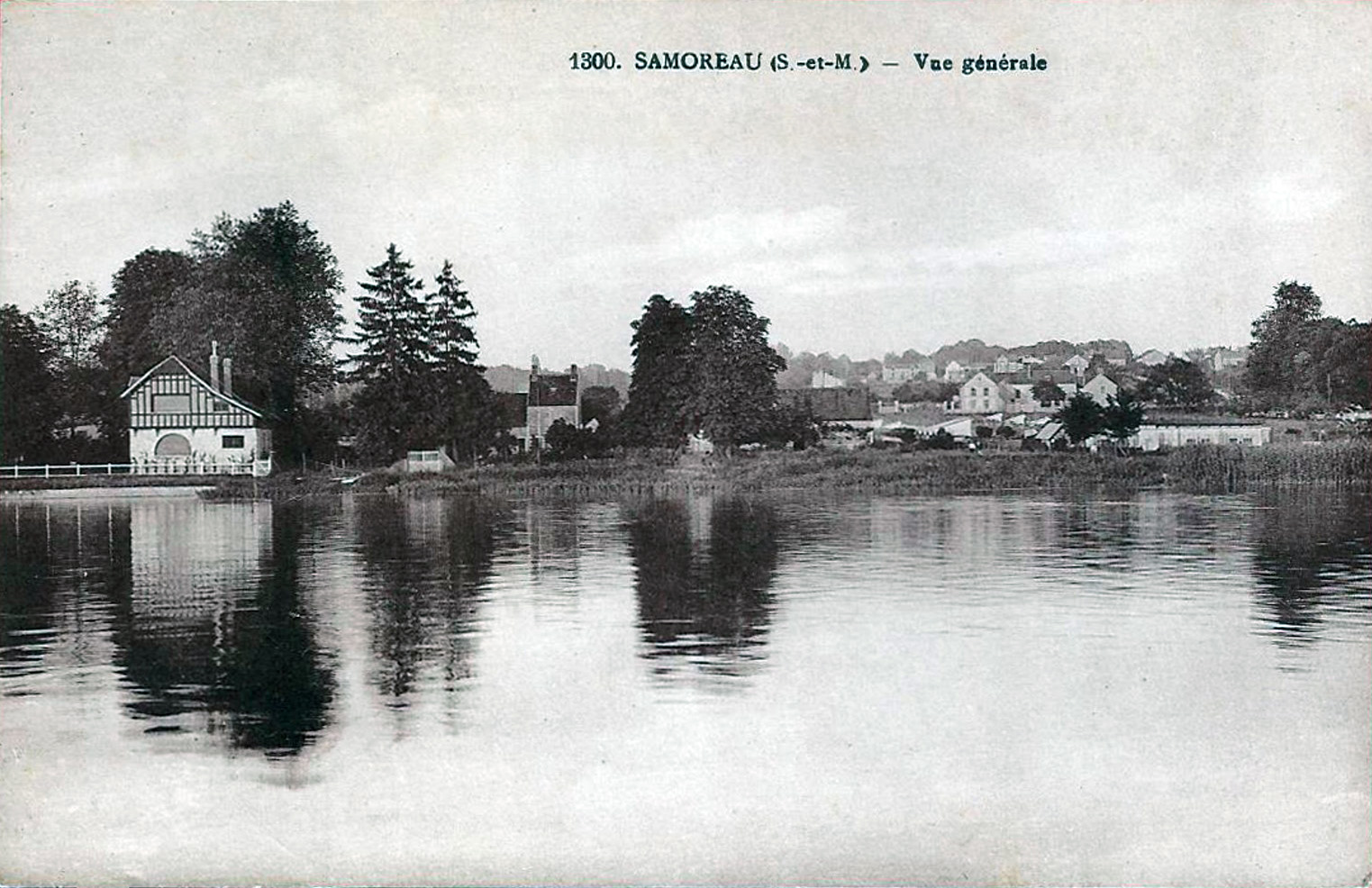
Vue générale de Samoreau depuis la rive ouest (1910).
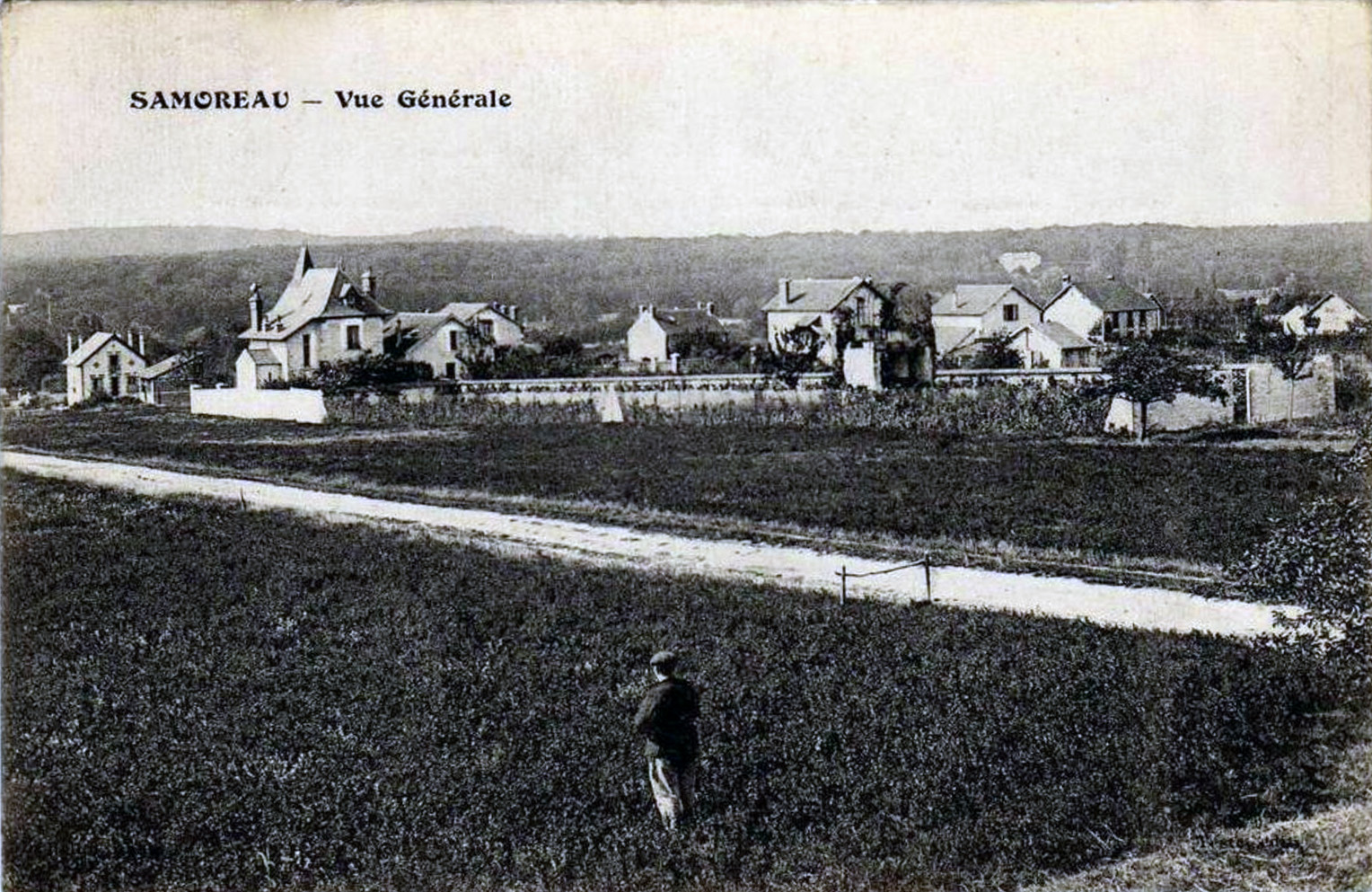
Vue générale de Samoreau (1913).
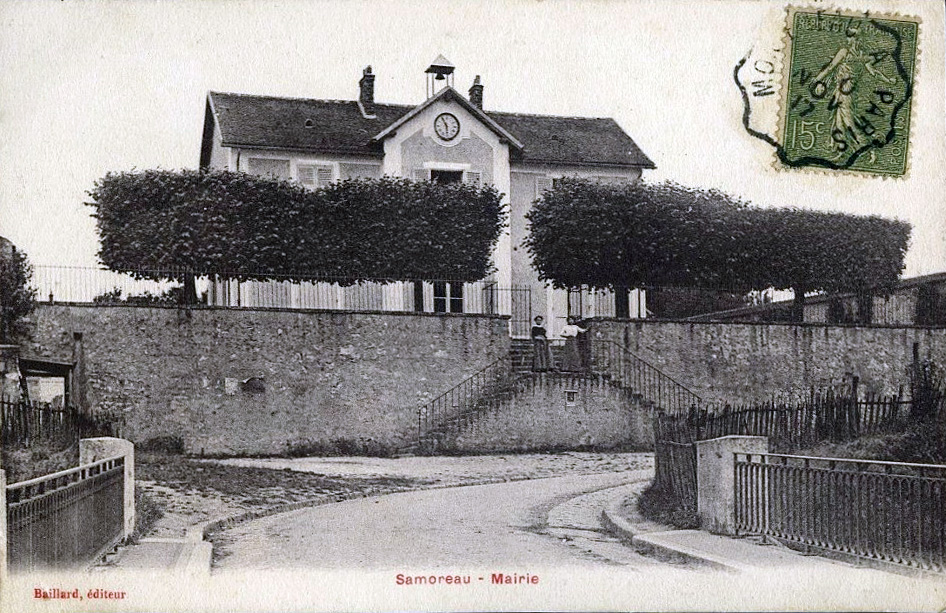
La mairie de Samoreau (1917).
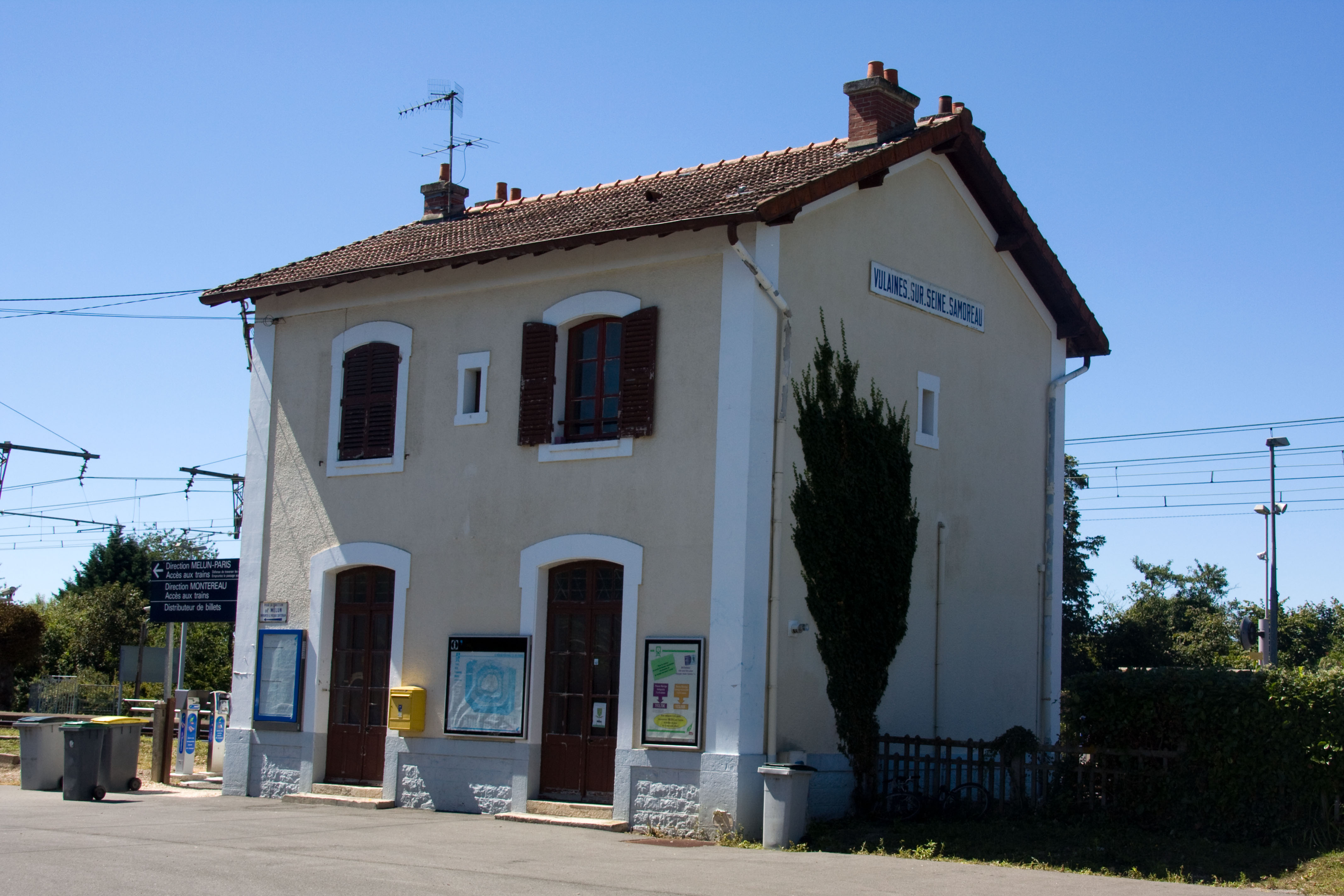
La gare de Vulaines–Samoreau (2010).